# Армія злодіїв
«Армія злодіїв» (англ. Army of Thieves) — художній фільм режисера Маттіаса Швайгхефера.
Приквел фільму «Армія мерців», в якому також знімався Маттіас Швайгхефер.
Зйомки фільму почалися в Німеччині в жовтні 2020 року і завершилися в грудні. 
Прем'єра фільму відбулася на «Netflix» 29 жовтня 2021 року. Фільм дубльовано українською мовою.

## Сюжет
Події відбуваються до подій фільму «Армія мерців», коли зомбі-епідемія тільки розпочинається у США. 
На початку фільму розповідається історія про чотири сейфи Ганса Ваґнера, які він створив після смерті своєї сім'ї. В останньому з них сам Ваґнер зачинився і помер; потім сейф із ним скинули у море. 
Цю таємничу історію про сейфи Ваґнера на своєму YouTube-каналі розповідає чоловік на ім'я Себастіан Шленхт-Вьонерт. Він живе звичайним життям, працює клерком у звичайній фінасовій установі у Потсдамі. Його YouTube-канал непопулярний, а нове відео про сейфи переглянув лише один користувач. Він же й залишає коментар під відео: "Хочеш перевірити свої сили? Дім в кінці вул. Лейпціґер, Берлін. Пароль: «Götterdämmerung» ". Себастіан одразу вирушає за цією адресою. А там у підвалах того будинку відбуваються таємні змагання зломщиків сейфів, на яких Себастіан здобуває перемогу. 
Наступного дня у кав'ярні він зустрічається з Ґвендолін (Ґвен), яка відстежувала його певний час. Ґвендолін - майстерна злодійка, що полює на цінні коштовності. Вона й виявляється тим таємничим користувачем, який прокоментував відео Себастіана на YouTube.
Ґвендолін вербує Себастіана в групу пограбування, яка складається з неї, хакерки Коріни, водія-шумахера Рольфа і бойовика Бреда Кейджа. Їх мета — зламати три банки, в яких розміщено три сейфи, створені легендарним механіком Гансом Ваґнером, і які зараз належать мільярдеру Блаю Танаці. На викрадення вони мають близько тижня, адже потім сейфи мають бути виведені з експлуатації. 
Разом екіпаж успішно здійснює пограбування першого сейфу в Парижі, але втікає з мінімальною сумою грошей у порівнянні з тим, що знаходиться в сейфі. Це виправдовується словами Ґвендолін, що власне сам факт взлому сейфу і репутація від цього на багато краще, ніж будь-яка серйозна грошова виручка.
На святкуванні після пограбунку в Парижі, Себастіан розвиває почуття до Ґвендолін, і це викликає ревнощі Бреда, хлопця Гвендолін з підліткового віку, якого колись знали під справжнім ім’ям Алексіс. 
Екіпаж їде до Праги, де розташовано другий сейф, а за ними стежить Делакруа, агент Інтерполу, очільник підрозділу, який протягом багатьох років намагався захопити команду Ґвендолін після того, як Бред підстрелив його під час чергової крадіжки. Себастіан і Ґвендолін входять до банку, але незабаром їх ідентифікує охорона, що змушує Бреда увійти до банку, щоб відволікти охорону фейковим пограбуванням. Себастіан зламує другий сейф, потім разом із Ґвендолін вони тікають із банку. Агент Делакруа і його команда мчать до банку, щоб зупинити їх. Чеський охоронець підстрілює Бреда в плече, і він ледве втікає з банку. Себастіан і Ґвен тікають, намагаючись наздогнати автівку Рольфа. Ґвен застрибує у авто, а Себастіана Бред свідомо кидає напризволяще, змушуючи його самостійно втекти від переслідування поліції. 
Розгнівані діями Бреда, Ґвендолін і Коріна залишають команду, хоча раніше вони самі планували кинути Себастіана після завершення трьох пограбувань. Дівчата повертаються в Потсдам і проникають у квартиру Себастіана, який врятувався від переслідувань празької поліції і повернувся додому. Ґвендолі і Коріна кажуть йому, що досягнення Вагнера важливіше для них, ніж будь-яка грошова вигода. Себастіан пробачає їх і вони утворюють нову команду з трьох. 
Вони прямують до Санкт-Моріца, де знаходиться третій і останній сейф, а Делакруа і його підрозділ також прибувають до міста. Команда Делакруа вважає, що вони нарешті взяли слід за крадіями, але Себастіан, Гвендолін і Коріна їх знову випереджають, викрадаючи сейф під час його транспортуванні з казино, де він перебував. 
Однак Бред і Рольф теж полюють на сейф і виявляють, що дівчата із Себастіаном вже викрали сейф, і вирішують викрасти його у них. Тим часом Коріну заарештовує Інтерпол, але їй вдається заздалегідь попередити Ґвендолін про наміри Бреда і Рольфа.
Себастіан в цей час змушений зламувати сейф у кузові вантажівки, за якою одночасно женуться Бред і Рольф та Інтерпол з Делакруа. Однак йому це вдається, і він відчиняє останній сейф. Пара забирає готівку, яку тільки може взяти із собою. Але потім вони стикаються з Рольфом і психічно нестабільним Бредом. Ґвендолін перемагає їх обох і приковує наручниками до вантажівки, щоб Інтерпол знайшов їх першими.
Перед тим, як втекти на човні, Себастіан і Гвендолін зізнаються у своїх почуттях одне до одного. Проте їх наздоганяє агент Делакруа. Між агентом і Гвен відбувається збройне протистояння. Але з любові до Себастіана Ґвендолін жертвує собою, погоджується здатися, аби тільки Себастіан міг втекти, обіцяючи знайти його, одразу як вона звільниться. Себастіан тікає на човні і вирішує, що одного разу він точно буде разом з Ґвендолін. 
На човні у рюкзаку він знаходить квитки на літак до США та два американські паспорти з новими іменами Ґвен та Себастіана. Розгортаючи свій, він читає своє нове ім'я — Людвіг Дітер.
За деякий час потому Скотт Ворд і Марія Круз прибувають до Каліфорнії в слюсарну майстерню, якою керує вже Дітер Людвіг. Вони пропонують йому шанс зламати легендарний «зниклий» сейф Ваґнера, який Ґвендолін і Себастьян мріяли зламати разом, коли вона звільниться. Людвіг погоджується на запропоновану роботу, що призводить до подій фільмі «Армія мерців» .

## В ролях
- Маттіас Швайгхьофер — Людвіг Дітер (Себастіан Шленхт-Вьонерт)
- Наталі Еммануель — Ґвендолін
- Гуз Хан — Рольф
- Рубі О. Фі;—  Коріна Домінгес
- Стюарт Мартін;— Бред Кейдж (Алексіс Броскіні)
- Джонатан Коен;—  агент Делакруа

## Український дубляж
- Євгеній Лісничий — Дітер
- Володимир Заєць — Бред
- Антоніна Якушева — Ґвендолін
- Катерина Брайковська — Коріна
- Артем Мартинішин — Рольф
- Олександр Погребняк — Делакруа
- Світлана Шекера — Ем Сі
- Оксана Гринько — Беатрікс
- Анна Дончик — Марія
- Володимир Кокотунов — Скот
- А також: Володимир Терещук, Андрій Твердак, Андрій Соболєв, Олена Узлюк, Анастасія Павленко, Володимир Канівець, Марія Яценко, Олександр Чернов, Катерина Наземцева, Роман Солошенко

Фільм дубльовано студією «Postmodern» на замовлення компанії «Netflix» у 2021 році.
- Режисер дубляжу — Катерина Брайковська
- Перекладач — Надія Бойван
- Звукооператор — Андрій Славинський
- Спеціаліст зі зведення звуку — Юрій Антонов
- Менеджер проєкту — Юлія Кузьменко

## Виробництво
У вересні 2020 року стало відомо, що фільм, тоді відомий як «Армія мертвих: приквел», знаходиться в розробці у компанії Netflix. Зйомки проходили в Німеччині й закінчилися в грудні 2020 року. В інтерв'ю, в лютому 2021 року, Дебора Снайдер назвала фільм «Армія злодіїв». У квітні 2021 року Зак Снайдер підтвердив, що це офіційна назва.

## Реліз
Фільм вийшов 29 жовтня 2021 року на «Netflix».